# كتاب تأسيسي

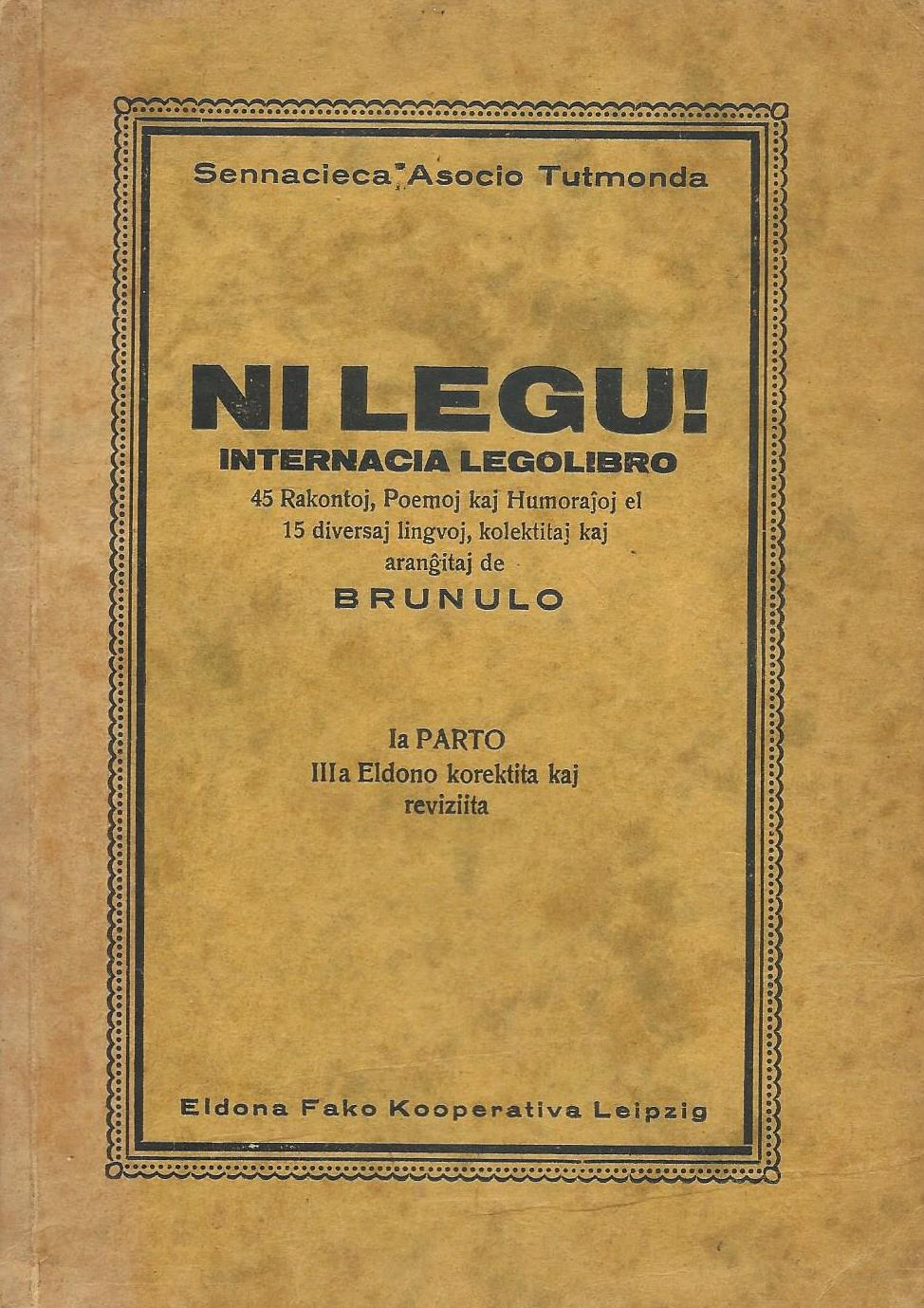

الكتب التأسيسية هي كتب مدرسية تُستخدم لتعليم القراءة والمهارات ذات الصلة لتلاميذ المدارس. يُطلق عليها عامة «كتب القراءة»، وعادة ما تُنشر على أنها مختارات تجمع بين القصص القصيرة المنشورة سابقًا ومقتطفات من الروايات الطويلة والأعمال الأصلية. تحتوي السلسلة التأسيسية على كتب متطابقة للطلاب وعلى نسخة خاصة بالمعلم من الكتاب، بالإضافة إلى مجموعة من المصنفات والاختبارات والأنشطة.

## توصيف
عادة ما تكون الكتب التأسيسية منظمة. تُختار القصص لتوضيح مهارات محددة تُدرَّس في تسلسل محدد مسبقًا وتطويرها. هذا وتنظّم إصدارات المعلّم بإحكام، إذ تحتوي على أكثر من مجرّد إجابات للأسئلة التي تكون عادةً موضوعةً في نهاية كل مقطع قراءة. يحتوي كتاب المعلم أيضًا على اقتراحات لأنشطة وتقييمات ما قبل القراءة وما بعدها، بالإضافة إلى أسئلة تُطرح على الطلاب في مراحل محددة في القصة.

## تاريخه
تُستخدم الكتب التأسيسية في الولايات المتحدة منذ منتصف ستينيات القرن التاسع عشر، والبداية كانت مع سلسلة تسمى كتب ماكغوفي. كان هذا أول كتاب مطالعة يُنشر بفكرة وجود نص واحد لكل مستوى تعليمي. منذ ذلك الحين، تغيرت مناهج التدريس في المدارس بانتظام. نشرت شركة سكوت فورسمان ما قد يكون أشهر سلسلة من الكتب التأسيسية، بطلها شخصيتان تدعيان ديك وجين. ركّزت كتب ديك وجين على حفظ الكلمات بالنظر، وهي طريقة أصبحت تُعرف باسم «انظر وقل». تعرضت هذه الفلسفة للهجوم أواخر الخمسينيات، ويرجع ذلك إلى إلى كتاب رودولف فليش «لماذا لا يستطيع جوني القراءة». كان الكتاب إدانة صارخة لطريقة «انظر وقل، كما دعا للعودة إلى البرامج التي شددت على تدريس الصوتيات إلى القراء المبتدئين.
في أثناء السبعينيات وأوائل الثمانينيات، عادت الدفة لتميل  إلى صالح النهج القائم على الصوتيات. في الجزء الأخير من الثمانينات، تراجع استخدام الكتب التأسيسية، إذ بدأت برامج القراءة تتحول إلى برامج لغوية كاملة تعتمد كثيرًا على الكتب التجارية بدل الكتب المدرسية. شهدت التسعينيات وأوائل القرن الحادي والعشرين اهتمامًا متجددًا باكتساب المهارات؛ ما أدى إلى عودة الهيمنة للكتب التأسيسية.

## فوائده
تُعتبر طبيعة الكتب التأسيسية شديدة التخطيط واحدة من نقاط قوتها؛ لأن ذلك يخفف العبء عن المعلمين، بالأخص قليلي الخبرة منهم.  يمكن تحديد المهارات المحددة بسهولة واختبارها واستصلاحها. قد يخفف المتمكنون من مفرداتهم من صعوبات القراء المبتدئين أو الضعفاء. سيحصل الطلاب الذين يقرؤون بمستوى دون مستوى صفهم الدراسي على بعض الفوائد من استخدام الكتاب التأسيسي المناسب لصفهم. تعرضهم لهذا المستوى سيعدهم ويجهزهم للخضوع للامتحانات الرسمية. يتيح استخدام الكتاب التأسيسي منطلقًا للقراءة على مستوى الصف للمعلمين تقييم مستوى قراءة الطالب بسرعة. لا يُقصد من الكتب التأسيسية أن تكون المورد الوحيد الذي يستخدمه الطالب، بل مجرد نقطة البداية.